# Conques-en-Rouergue
Pour les articles homonymes, voir Conques (homonymie).
Conques-en-Rouergue est, depuis le 1er janvier 2016, une commune nouvelle française située dans l'Aveyron en région Occitanie. Elle est issue du regroupement des quatre communes de Conques, Grand-Vabre, Noailhac et Saint-Cyprien-sur-Dourdou.
Le patrimoine architectural de la commune comprend quatre  immeubles protégés au titre des monuments historiques : l'abbaye Sainte-Foy, classée en 1840, le pont sur le Dourdou, inscrit en 1930, une croix de cimetière, classée  en 1958, et le château de Selves, classé en 1992.

## Géographie

### Communes limitrophes
Les communes limitrophes sont  Almont-les-Junies, Auzits, Cassaniouze, Firmi, Nauviale, Pruines, Puycapel, Saint-Christophe-Vallon, Saint-Parthem, Saint-Santin, Sénergues et Vieillevie.

### Hydrographie

#### Réseau hydrographique

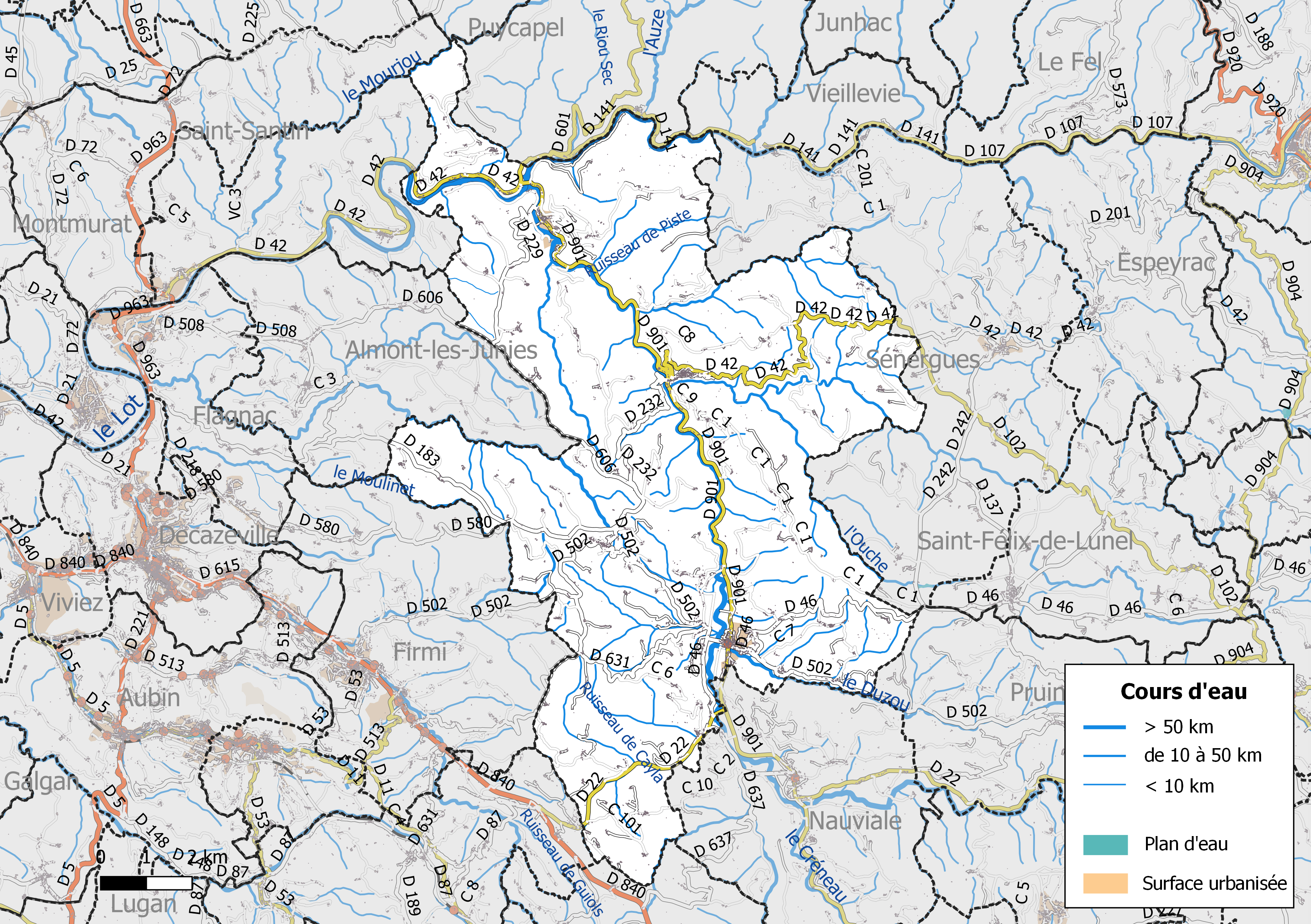
Réseaux hydrographique et routier de Conques-en-Rouergue.

La commune est drainée par le Dourdou de Conques, l'Ouche, le ruisseau de Sainte-Anne, le ruisseau des Gazannes, le ruisseau de Piste, le ruisseau de Taillefer et par divers petits cours d'eau.
Le Dourdou de Conques, d'une longueur totale de 83,7 km, prend sa source dans la commune de Lassouts et se jette dans le Lot  à Conques-en-Rouergue, après avoir arrosé 12 communes.

#### Gestion des cours d'eau
La gestion des cours d’eau situés dans le bassin de l’Aveyron est assurée par l’établissement public d'aménagement et de gestion des eaux (EPAGE) Aveyron amont, créé le 1er janvier 2017, en remplacement du syndicat mixte du bassin versant Aveyron amont,,.

### Climat
Pour des articles plus généraux, voir Climat de l'Occitanie et Climat de l'Aveyron.
En 2010, le climat de la commune est de type climat océanique altéré, selon une étude s'appuyant sur une série de données couvrant la période 1971-2000. En 2020, Météo-France publie une typologie des climats de la France métropolitaine dans laquelle la commune est exposée à un climat de montagne et est dans une zone de transition entre les régions climatiques « Ouest et nord-ouest du Massif Central » et « Sud-est du Massif Central ».
Pour la période 1971-2000, la température annuelle moyenne est de 12,4 °C, avec une amplitude thermique annuelle de 16,1 °C. Le cumul annuel moyen de précipitations est de 1 090 mm, avec 11,8 jours de précipitations en janvier et 6,6 jours en juillet. Pour la période 1991-2020, la température moyenne annuelle observée sur la station météorologique la plus proche, située sur la commune d'Entraygues-sur-Truyère à 14 km à vol d'oiseau, est de 13,3 °C et le cumul annuel moyen de précipitations est de 1 116,3 mm,. Pour l'avenir, les paramètres climatiques de la commune estimés pour 2050 selon différents scénarios d'émission de gaz à effet de serre sont consultables sur un site dédié publié par Météo-France en novembre 2022.

### Milieux naturels et biodiversité

#### Sites Natura 2000

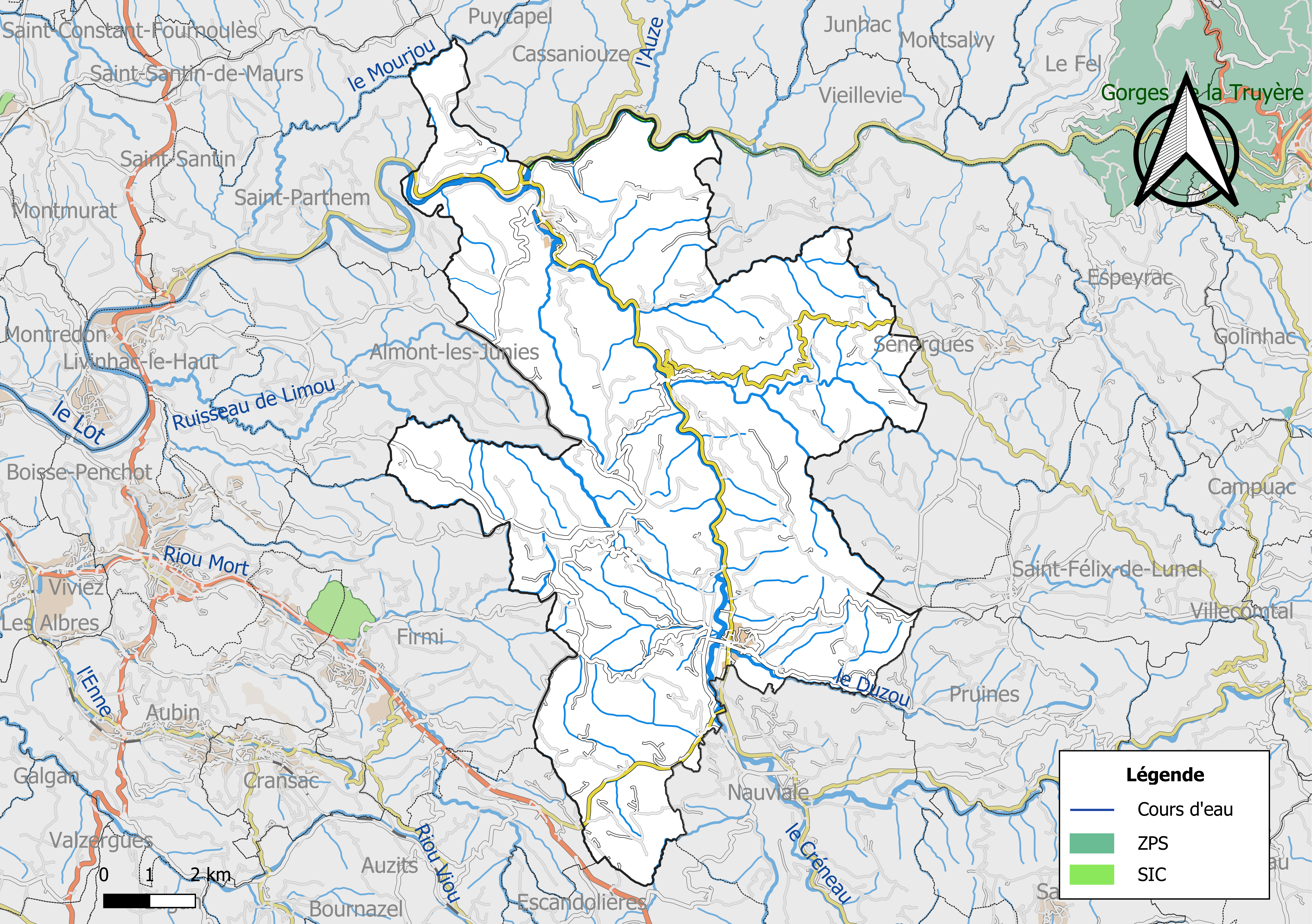
Sites Natura 2000 sur le territoire communal.

Le réseau Natura 2000 est un réseau écologique européen de sites naturels d’intérêt écologique élaboré à partir des Directives « Habitats » et « Oiseaux ». Ce réseau est constitué de Zones spéciales de conservation (ZSC) et de Zones de protection spéciale (ZPS). Dans les zones de ce réseau, les États Membres s'engagent à maintenir dans un état de conservation favorable les types d'habitats et d'espèces concernés, par le biais de mesures réglementaires, administratives ou contractuelles.
Un site Natura 2000 a été défini sur la commune au titre de la « directive Habitats » :
La « Haute vallée du Lot entre Espalion et Saint-Laurent-d'Olt et gorges de la Truyère, basse vallée du Lot et le Goul », d'une superficie de 5 653 ha, comprend une partie de la vallée du Lot ainsi que deux de ses affluents : la Truyère et le Goul. Le site est remarquable d'une part du fait de la présence de deux espèces d'intérêt communautaire, la Loutre d'Europe et le Chabot, et de plusieurs habitats aquatiques et forestiers d'intérêts communautaires qui se rapportent aux trois entités paysagères du site.

#### Zones naturelles d'intérêt écologique, faunistique et floristique
L’inventaire des zones naturelles d'intérêt écologique, faunistique et floristique (ZNIEFF) a pour objectif de réaliser une couverture des zones les plus intéressantes sur le plan écologique, essentiellement dans la perspective d’améliorer la connaissance du patrimoine naturel national et de fournir aux différents décideurs un outil d’aide à la prise en compte de l’environnement dans l’aménagement du territoire.
Le territoire communal de Conques-en-Rouergue comprend quatre ZNIEFF de type 1, :
- le « Bois de Noailhac et de Saint-Cyprien-sur-Dourdou » (201,3 ha), couvrant 4 communes du département[16]
- le « Ravin et pentes boisées du cayla » (128,3 ha), couvrant 2 communes du département[17];
- la « Rivière Lot (partie Aveyron) » (2 552 ha), couvrant 33 communes dont 30 dans l'Aveyron, 2 dans le Cantal et 1 dans la Lozère[18];
- la « Vallée du Lot » (2 322 ha), couvrant 6 communes dont 2 dans l'Aveyron et 4 dans le Cantal[19].

et deux ZNIEFF de type 2, :
- la « Vallée du Dourdou » (5 964 ha), qui s'étend sur 16 communes de l'Aveyron[20];
- la « Vallée du Lot (partie Aveyron) » (19 239 ha), qui s'étend sur 47 communes dont 39 dans l'Aveyron, 5 dans le Cantal, 2 dans le Lot et 1 dans la Lozère[21].

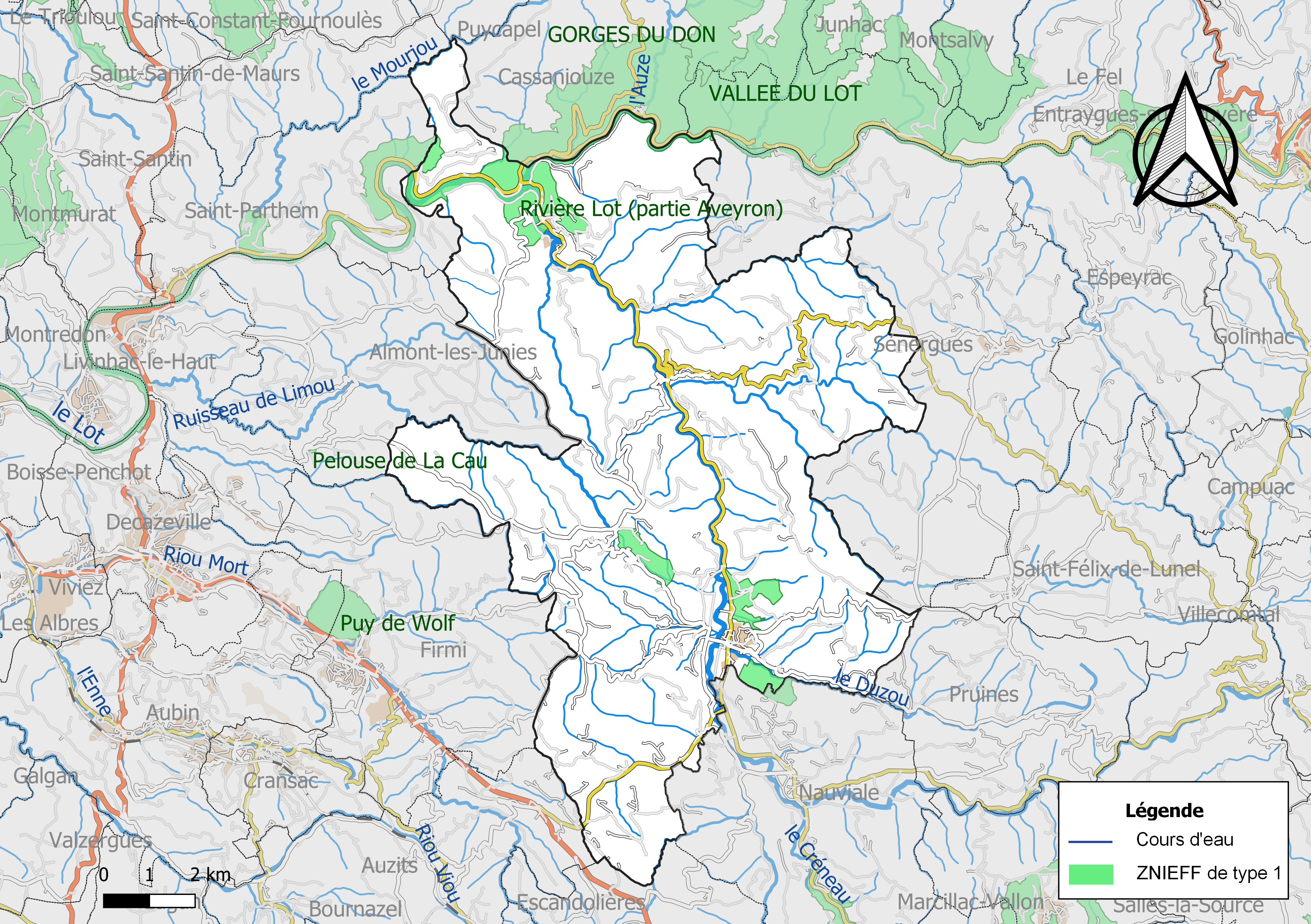
Carte des ZNIEFF de type 1 de la commune.
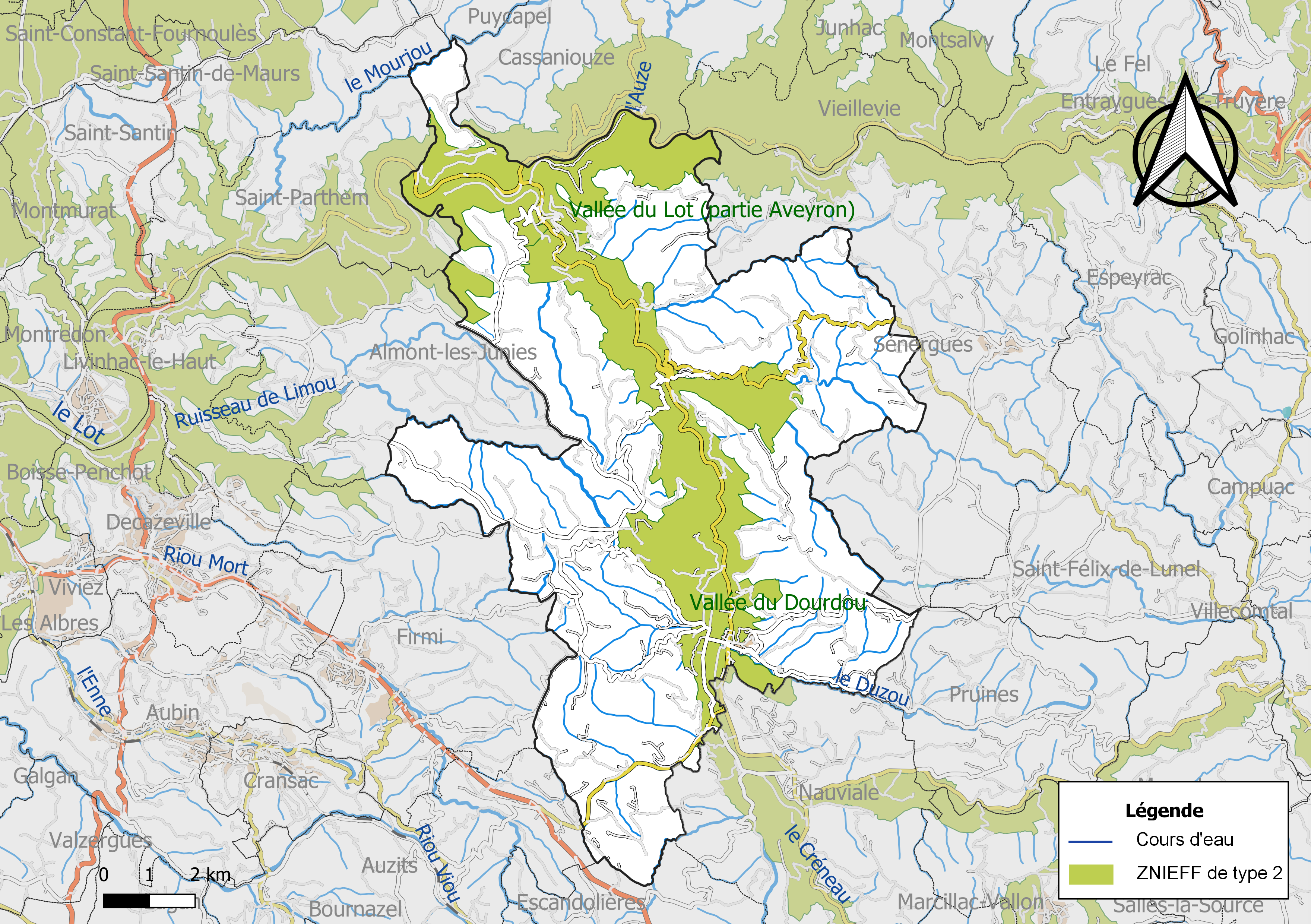
Carte des ZNIEFF de type 2 de la commune.

## Urbanisme

### Typologie
Au 1er janvier 2024, Conques-en-Rouergue est catégorisée commune rurale à habitat très dispersé, selon la nouvelle grille communale de densité à 7 niveaux définie par l'Insee en 2022.
Elle est située hors unité urbaine. Par ailleurs la commune fait partie de l'aire d'attraction de Rodez, dont elle est une commune de la couronne,. Cette aire, qui regroupe 68 communes, est catégorisée dans les aires de 50 000 à moins de 200 000 habitants,.

### Occupation des sols

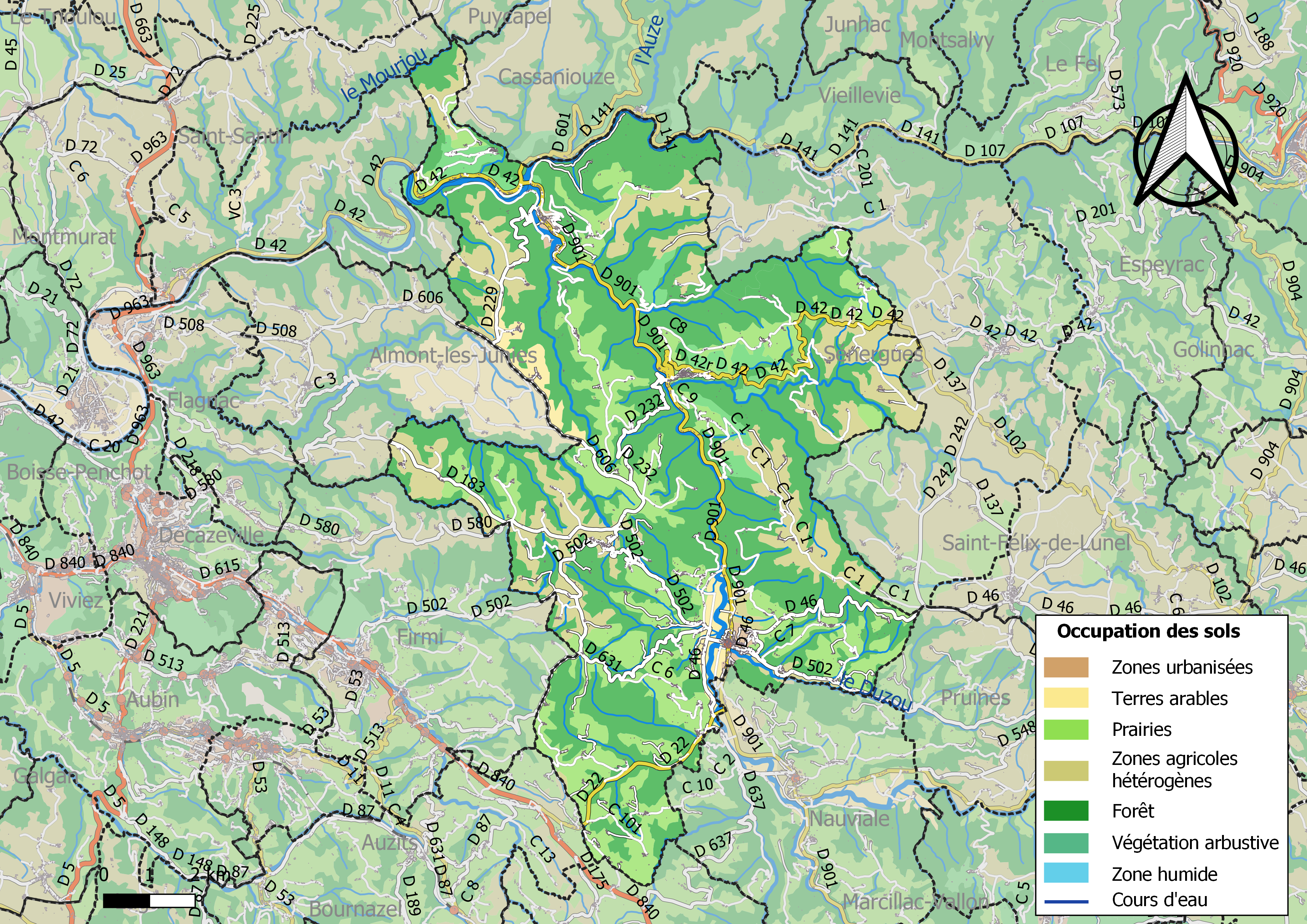
Infrastructures et occupation des sols de la commune de Conques-en-Rouergue.

L'occupation des sols de la commune, telle qu'elle ressort de la base de données européenne d’occupation biophysique des sols Corine Land Cover (CLC), est marquée par l'importance des forêts et milieux semi-naturels (57,6 % en 2018), une proportion sensiblement équivalente à celle de 1990 (58,7 %). La répartition détaillée en 2018 est la suivante :
forêts (54,3 %), prairies (22,6 %), zones agricoles hétérogènes (16,5 %), milieux à végétation arbustive et/ou herbacée (3,3 %), terres arables (2,6 %), zones urbanisées (0,7 %).

### Planification
La loi SRU du 13 décembre 2000 a incité fortement les communes à se regrouper au sein d’un établissement public, pour déterminer les partis d’aménagement de l’espace au sein d’un SCoT, un document essentiel d’orientation stratégique des politiques publiques à une grande échelle. La commune est dans le territoire du SCoT du Centre Ouest Aveyron approuvé en février 2020. La structure porteuse est le Pôle d'équilibre territorial et rural Centre Ouest Aveyron, qui associe neuf EPCI, notamment la communauté de communes Conques-Marcillac, dont la commune est membre.
La commune disposait en 2017 d'une carte communale approuvée.

### Risques majeurs
Le territoire de la commune de Conques-en-Rouergue est vulnérable à différents aléas naturels : inondations, climatiques (hiver exceptionnel ou canicule), feux de forêts et séisme (sismicité faible).
Il est également exposé à deux risques technologiques, le transport de matières dangereuses et la rupture d'un barrage, et à deux risques particuliers, les risques radon et minier,.

#### Risques naturels

Zones inondables de la commune de Conques-en-Rouergue.

Certaines parties du territoire communal sont susceptibles d’être affectées par le risque d’inondation par débordement du Dourdou de Conques. Les dernières grandes crues historiques, ayant touché plusieurs parties du département, remontent aux 3 et 4 décembre 2003 (dans les bassins du Lot, de l'Aveyron, du Viaur et du Tarn) et au 28 novembre 2014 (bassins de la Sorgues et du Dourdou). Ce risque est pris en compte dans l'aménagement du territoire de la commune par le biais du Plan de prévention du risque inondation (PPRI) du bassin du Dourdou de Conques aval, approuvé le 3 décembre 2015.
Le Plan départemental de protection des forêts contre les incendies découpe le département de l’Aveyron en sept « bassins de risque » et définit une sensibilité des communes à l’aléa feux de forêt (de faible à très forte). La commune est classée en sensibilité moyenne.
Les mouvements de terrains susceptibles de se produire sur la commune sont liés au retrait-gonflement des argiles, conséquence d'un changement d'humidité des sols argileux. Les argiles sont capables de fixer l'eau disponible mais aussi de la perdre en se rétractant en cas de sécheresse. Ce phénomène peut provoquer des dégâts très importants sur les constructions (fissures, déformations des ouvertures) pouvant rendre inhabitables certains locaux. La carte de zonage de cet aléa peut être consultée sur le site de l'observatoire national des risques naturels Georisques.

#### Risques technologiques
Le risque de transport de matières dangereuses sur la commune est lié à sa traversée par une route à fort trafic. Un accident se produisant sur une telle infrastructure est en effet susceptible d’avoir des effets graves au bâti ou aux personnes jusqu’à 350 m, selon la nature du matériau transporté. Des dispositions d’urbanisme peuvent être préconisées en conséquence.
Dans le département de l'Aveyron on dénombre huit grands barrages susceptibles d’occasionner des dégâts en cas de rupture. La commune fait partie des 64 communes susceptibles d’être touchées par l’onde de submersion consécutive à la rupture d’un de ces barrages.

#### Risques particuliers
La commune est concernée par le risque minier, principalement lié à l’évolution des cavités souterraines laissées à l’abandon et sans entretien après l’exploitation des mines.
Dans plusieurs parties du territoire national, le radon, accumulé dans certains logements ou autres locaux, peut constituer une source significative d’exposition de la population aux rayonnements ionisants. Toutes les communes du département sont concernées par le risque radon à un niveau plus ou moins élevé. La commune de Conques-en-Rouergue est classée à risque moyen à élevé.

## Histoire
Les informations relatives à l'histoire de cette commune sont la fusion des données des communes fusionnées.
La nouvelle commune est effective depuis le 1er janvier 2016, entraînant la transformation des quatre anciennes communes en « communes déléguées » dont la création a été entériné par l'arrêté du 19 novembre 2015.
Par un arrêté préfectoral du 4 mars 2024, le chef-lieu situé à Conques est transféré à Saint-Cyprien-sur-Dourdou.

## Politique et administration

### Découpage territorial
La commune de Conques-en-Rouergue est membre de la communauté de communes Conques-Marcillac, un établissement public de coopération intercommunale (EPCI) à fiscalité propre créé le 27 décembre 1996 dont le siège est à Marcillac-Vallon. Ce dernier est par ailleurs membre d'autres groupements intercommunaux.
Sur le plan administratif, elle est rattachée à l'arrondissement de Rodez, au département de l'Aveyron et à la région Occitanie. Sur le plan électoral, elle dépend du  canton de Lot et Dourdou pour l'élection des conseillers départementaux, depuis le redécoupage cantonal de 2014 entré en vigueur en 2015, et de la deuxième circonscription de l'Aveyron  pour les élections législatives, depuis le dernier découpage électoral de 2010.

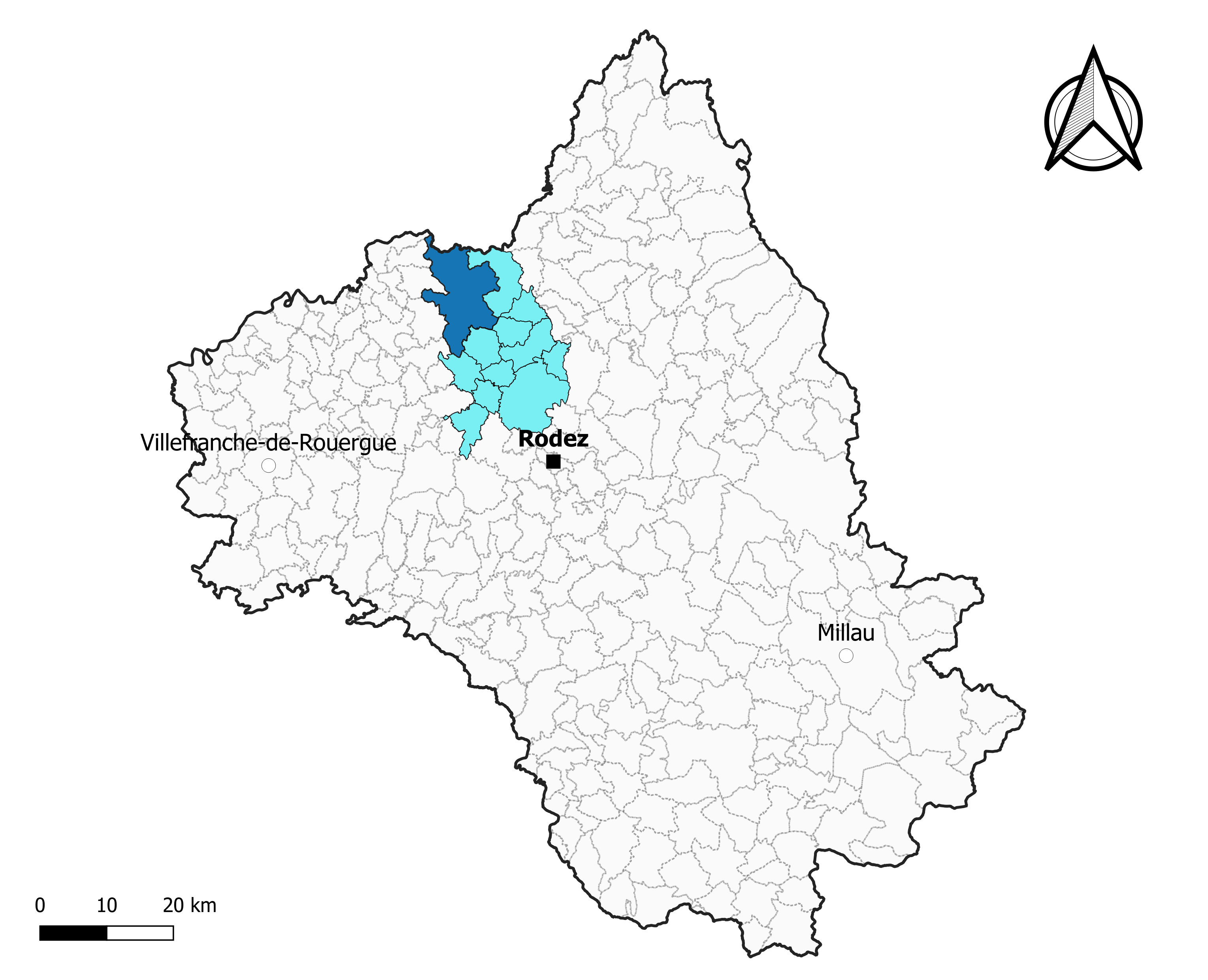
Conques-en-Rouergue dans l'intercommunalité en 2020.
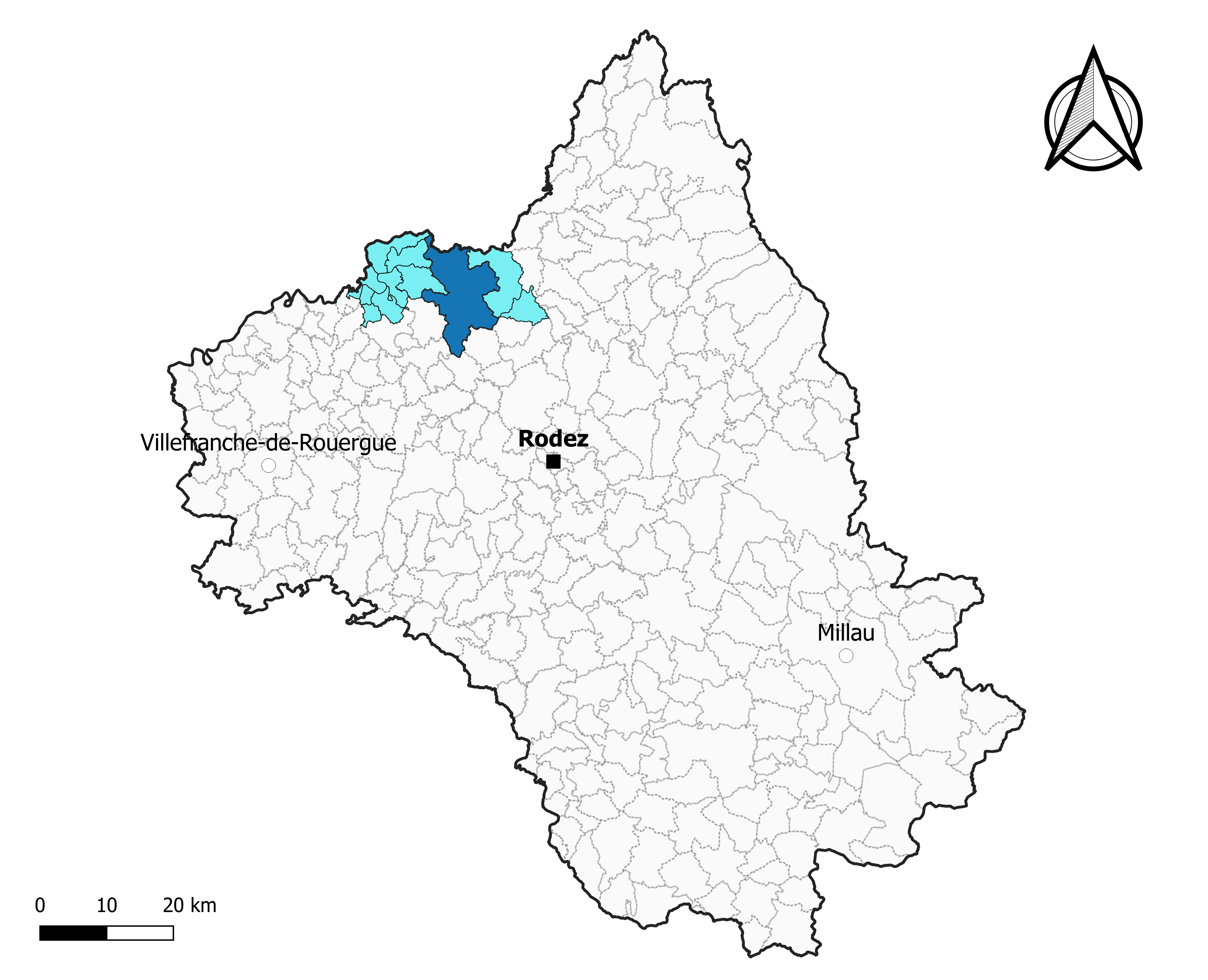
Conques-en-Rouergue dans le canton de Lot et Dourdou en 2020.
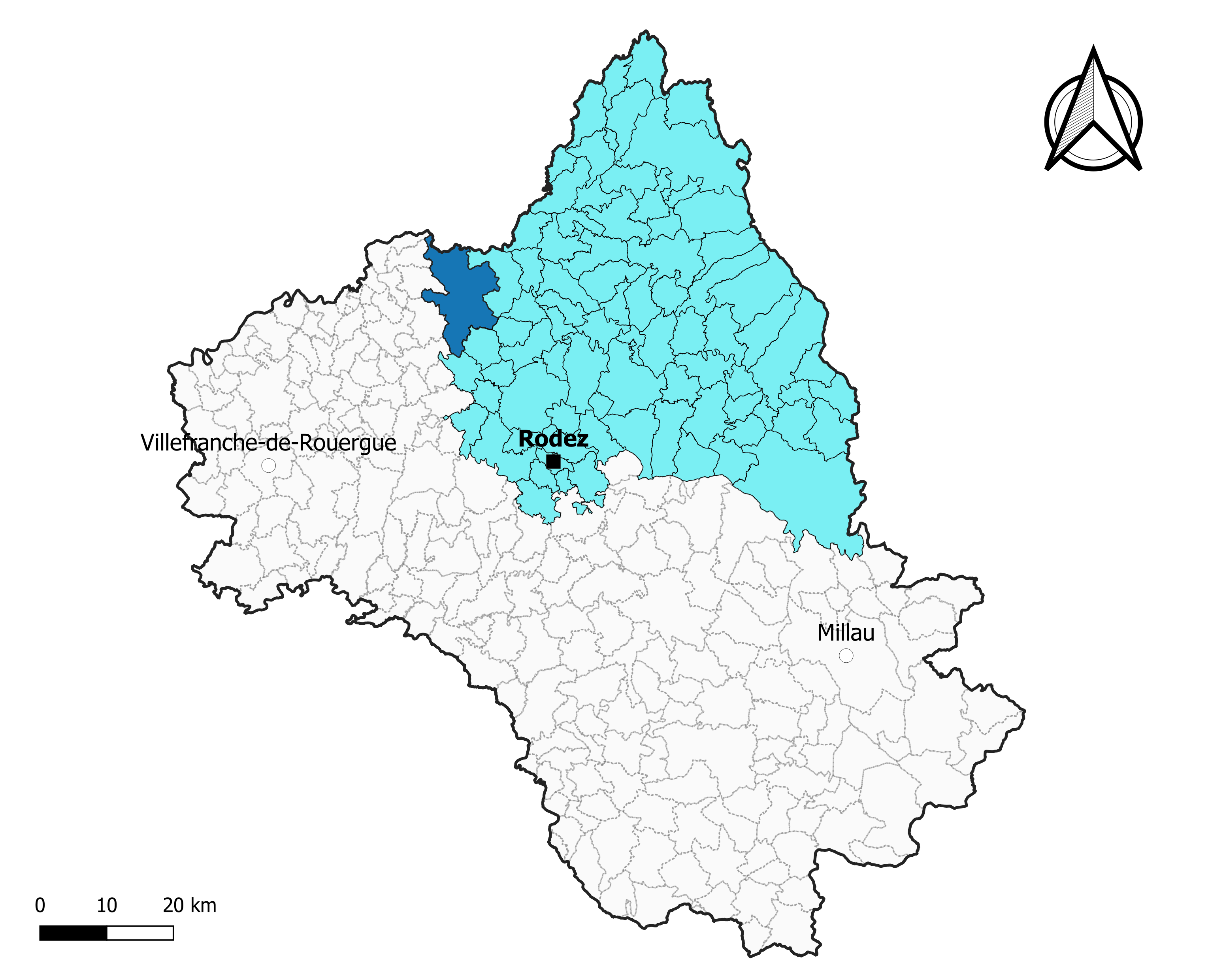
Conques-en-Rouergue dans l'arrondissement de Rodez en 2020.

### Élections municipales et communautaires

#### Élections de 2020
Le conseil municipal de Conques-en-Rouergue, commune de plus de 1 000 habitants, est élu au scrutin proportionnel de liste à deux tours (sans aucune modification possible de la liste), pour un mandat de six ans renouvelable. Compte tenu de la population communale, le nombre de sièges à pourvoir lors des élections municipales de 2020 est de 23. Les vingt-trois conseillers municipaux sont élus au premier tour avec un taux de participation de 31,18 %, issus de la seule liste candidate, conduite par Aline Solignac. Bernard Lefebvre, maire sortant, est réélu pour un nouveau mandat le 25 mai 2020.
Les quatre sièges attribués à la commune au sein du conseil communautaire de la communauté de communes Conques-Marcillac sont alloués à la liste d'Aline Solignac.

#### Liste des maires
| Période      | Période  | Identité         | Étiquette | Qualité                                                                                   |
| ------------ | -------- | ---------------- | --------- | ----------------------------------------------------------------------------------------- |
| janvier 2016 | En cours | Bernard Lefebvre | DVG       | Retraité, ancien directeur de Carrefour Maire de Saint-Cyprien-sur-Dourdou de 2008 à 2015 |

### Communes déléguées
| Nom                               | Code Insee | Intercommunalité     | Superficie (km2) | Population (dernière pop. légale) | Densité (hab./km2) |
| --------------------------------- | ---------- | -------------------- | ---------------- | --------------------------------- | ------------------ |
| Saint-Cyprien-sur-Dourdou (siège) | 12218      | CC Conques-Marcillac | 30,23            |                                   |                    |
| Conques                           | 12076      | CC Conques-Marcillac | 30,51            |                                   |                    |
| Grand-Vabre                       | 12114      | CC Conques-Marcillac | 29,53            |                                   |                    |
| Noailhac                          | 12173      | CC Conques-Marcillac | 15,96            |                                   |                    |

## Population et société

### Démographie
L'évolution du nombre d'habitants est connue à travers les recensements de la population effectués dans la commune depuis sa création.

En 2022, la commune comptait 1 555 habitants, en évolution de −6,94 % par rapport à 2016 (Aveyron : +0,37 %, France hors Mayotte : +2,11 %).
| 2014  | 2015  | 2020  | 2022  |
| ----- | ----- | ----- | ----- |
| 1 671 | 1 667 | 1 586 | 1 555 |

## Culture locale et patrimoine

### Lieux et monuments
- Croix de cimetière de Saint-Cyprien-sur-Dourdou.  Classé MH (1958)[52] à double face datant de la fin du XVe siècle se trouve devant l'église de Saint-Julien de Malmont, sous un oratoire.

#### Les Églises
- Abbatiale Sainte-Foy de Conques.  Classé MH (1840, Église) ;  Classé MH (2002, L'aire du cloître avec son bassin en serpentine et les bâtiments qui l'entourent : réfectoire et bâtiment du Trésor).
- Église Saint-Pierre de Grand-Vabre. Elle date du XVe siècle.
- Église des Anges-Gardiens d'Arjac. Elle a été construite au XVe siècle, située dans un hameau à 2 km de Saint-Cyprien-sur-Dourdou. Elle est dédiée aux "Anges Gardiens", fraternité laïque du XVIe siècle qui s'occupait des malades et des mourants. Une messe est célébrée tous les 2 octobre pour leur rendre hommage. Les décorations de l'autel de l'église représentent des scènes avec des anges (dont Raphaël).
- Église Saint-Christophe de Montignac.
- Église Saint-Clair-et-Saint-Roch de la Vinzelle.
- Église Saint-Cyprien de Saint-Cyprien-sur-Dourdou. De style roman construite au XVe siècle.
- Église Saint-Jean-Baptiste de Noailhac.
- Église Saint-Julien de Saint-Julien-de-Malmont. Construite aux XIIe et XVIIIe siècles.
- Église Saint-Marcel de Conques.

#### Les Chapelles

##### Conques

###### Chapelle Saint-Roch de Conques
Placée sur un éperon rocheux tout en bas du village de Conques dont elle est à l'écart et isolée parmi la verdure, à 90 m du pont sur le Dourdou, la chapelle Saint-Roch a été construite au XVe siècle à l'emplacement du château primitif de Conques dont la présence est attestée dès le XIe siècle. La chapelle a conservé deux décors peints, l’un du début du XVIe siècle et l’autre du XIXe siècle. Il y a une cavité de nature inconnue dans son soubassement. On y accède par un petit sentier pédestre depuis la rue Charlemagne.
- Chapelle Saint-Roch de Conques.
- Chapelle du Rosaire de Conques.
- Chapelle du cimetière de Conques.
- Chapelle Sainte-Foy de Conques.

###### Chapelle Saint-Roch deNoailhac
La chapelle Saint-Roch est en dehors de la ville, mais sur le chemin de Compostelle, que l'on représente toujours en pèlerin avec le bourdon et les coquilles, fut particulièrement invoqué au moment des épidémies de peste et, vers le XVe siècle, il prit la place de saint Jacques dans de nombreuses églises et chapelles autrefois dédiées à l'apôtre de l'Espagne.
- Chapelle Notre-Dame-de-la-Nativité de Grand-Vabre.
- Chapelle Saint-Roch de Roucan.

### Personnalités liées à la commune
- François Pelou (1924-2019), journaliste français. Il est mort dans cette commune en 2019[55].